# Tribseer Straße 11 (Stralsund)

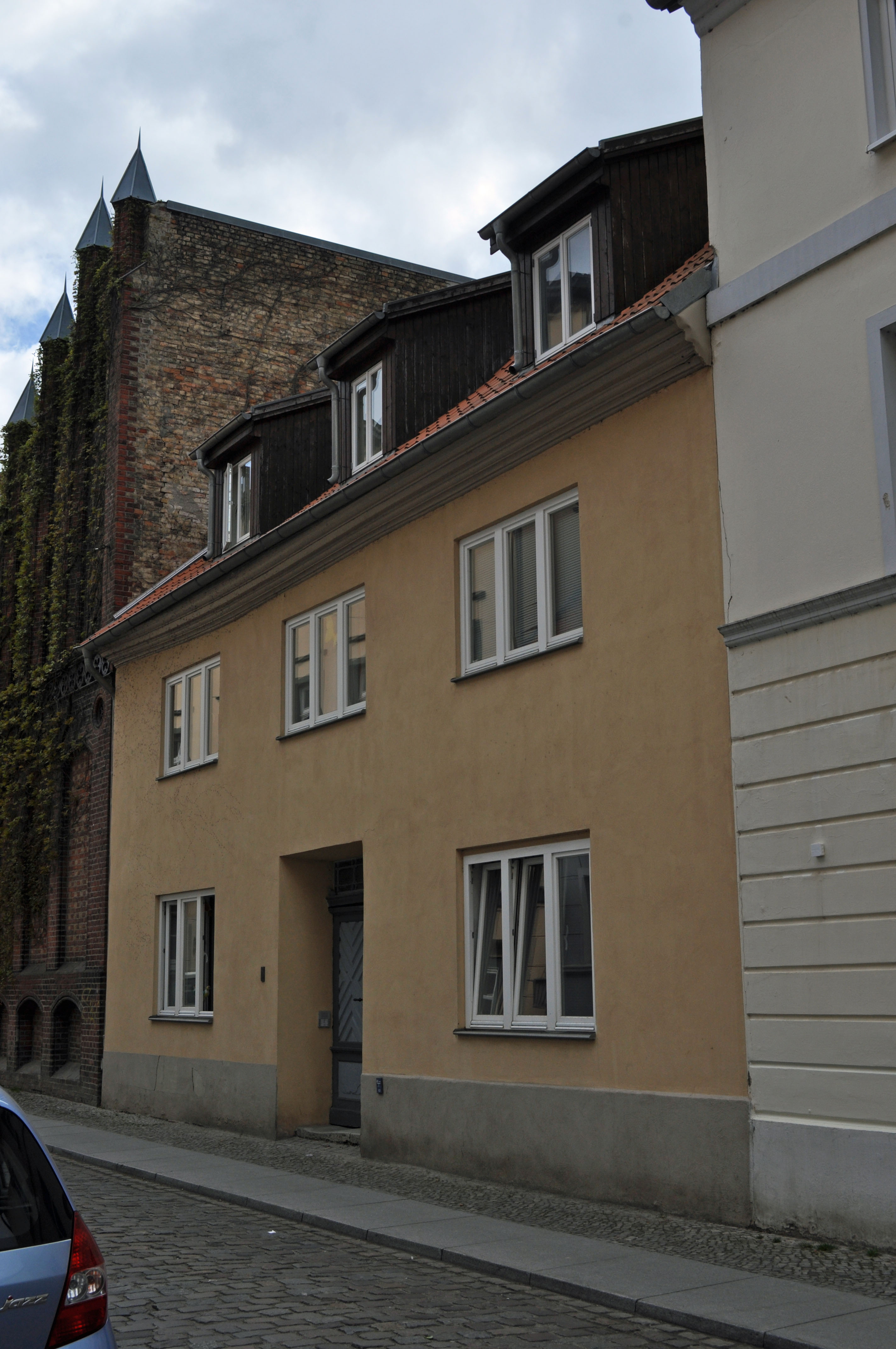
Das Haus Tribseer Straße 11 in Stralsund (2012)

Das Gebäude mit der postalischen Adresse Tribseer Straße 11 ist ein denkmalgeschütztes Bauwerk in der Tribseer Straße in Stralsund.
Der zweigeschossige und dreiachsige, traufständige Putzbau wurde in der Mitte des 18. Jahrhunderts errichtet.
Das Gebäude und die Fassade wurden verändert. Aus der Errichtungszeit ist die zweiflügelige Haustür mit ihrer Rautengliederung im oberen Teil und Spiegeln im unteren erhalten.
Das Haus liegt im Kerngebiet des von der UNESCO als Weltkulturerbe anerkannten Stadtgebietes des Kulturgutes „Historische Altstädte Stralsund und Wismar“. In die Liste der Baudenkmale in Stralsund ist es mit der Nummer 748 eingetragen.